# Miejska Komunikacja Samochodowa w Krośnie
Miejska Komunikacja Samochodowa w Krośnie Sp. z o.o. – przewoźnik świadczący usługi w zakresie pasażerskiego transportu zbiorowego. Działa od 1953 r. na obszarze miasta Krosna.

## Historia komunikacji miejskiej w Krośnie

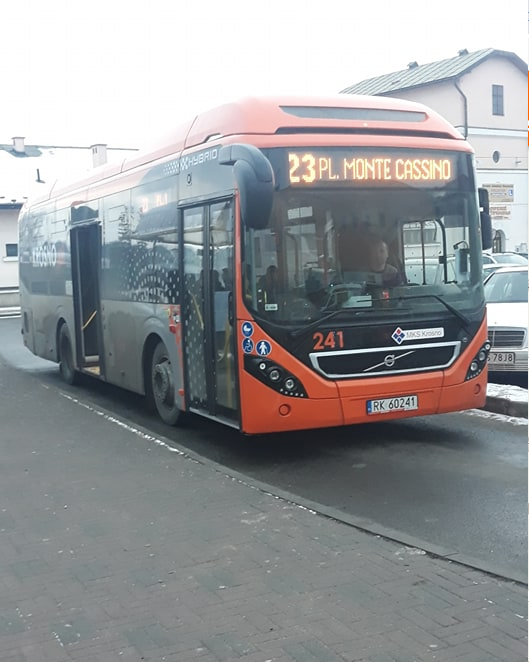
Volvo 7900 Hybrid obsługujący linię "23" na Dworcu

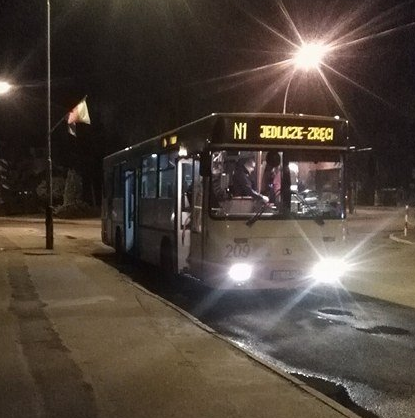
Dawny Autosan A1010M Medium obsługujący linię "N1" na Placu Monte Cassino (Rondzie)

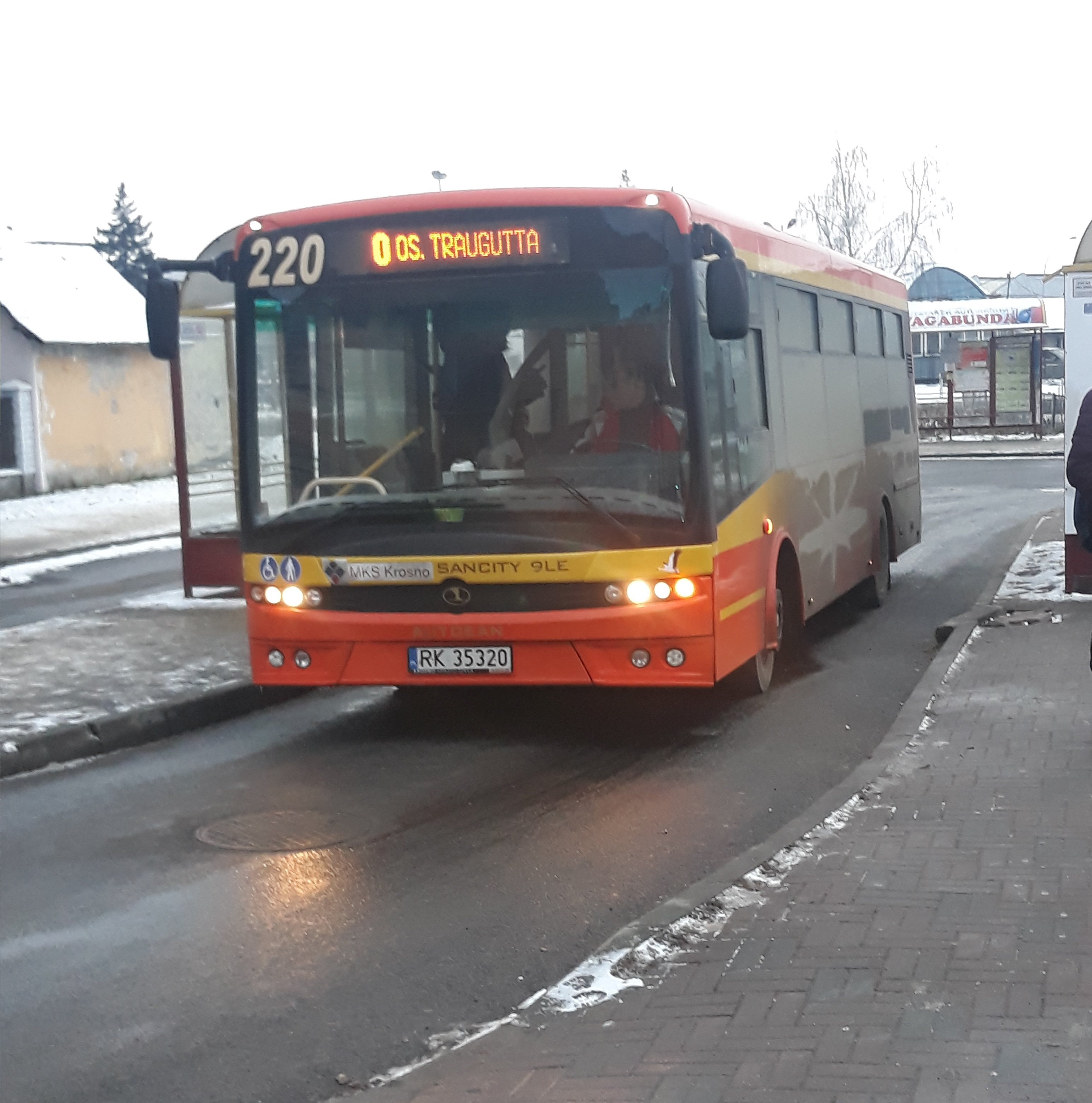
Autosan Sancity M09LE obsługujący linię "0" na Dworcu

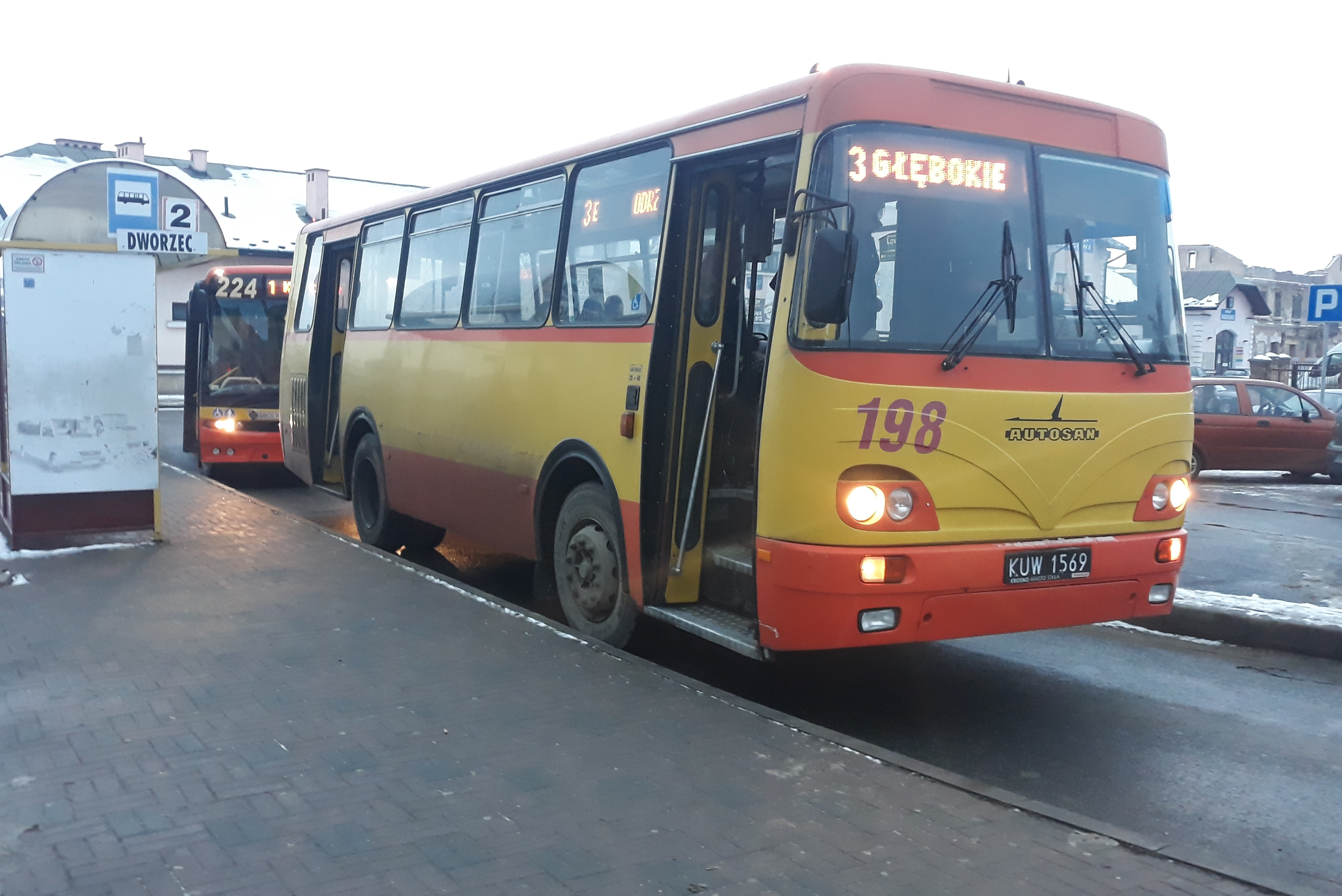
Autosan H9-35 obsługujący linię "3" na Dworcu

Komunikacja miejska w Krośnie funkcjonuje od 1953. Na początku była to jedna linia, przejeżdżająca przez krośnieński rynek, kursująca na trasie Miejsce Piastowe – Potok. Obsługiwały ją dwa węgierskie autobusy Mavag. Komunikację w Krośnie organizował MKS. W drugiej połowie lat osiemdziesiątych krośnieńska komunikacja miejska przeżywała największy rozkwit. Autobusy MKS przejeżdżały rocznie 3,5 mln km, obsługiwały 18 linii miejskich i 23 linie podmiejskie, przewoziły 15 mln pasażerów rocznie, a zakład zatrudniał 250 osób.
Po 1989 w wyniku nagłego ograniczenia zatrudnienia w zakładach Krosna i okolicy, powstania wielu placówek handlowych oraz wskutek ciągłego wzrostu liczby osób korzystających z własnych pojazdów, radykalnie zmalało zapotrzebowanie na usługi komunikacji zbiorowej. W tym czasie dotowanie komunikacji musiały przejąć od budżetu centralnego samorządy lokalne. Gminie Krosno nie udało się zawrzeć trwałego porozumienia dotyczącego wspólnego dotowania MKS z gminami przez niego obsługiwanymi. W sytuacji, gdy obowiązek ten spoczął tylko na Gminie Krosno, postanowiła ona zrestrukturyzować zakład.
Uchwałą Rady Miejskiej w Krośnie ZMKS od 1 stycznia 1992 został wyodrębniony ze struktury MPGK i otrzymał status zakładu budżetowego. W budżecie miasta, począwszy od 1992, przeznaczano corocznie dotacje do ZMKS. Zmniejszenie popytu na usługi komunikacyjne oraz bardzo niska dotacja zmusiła zakład do podjęcia radykalnych kroków w celu obniżenia kosztów. Osiągnięto ten cel poprzez ograniczenie liczby obsługiwanych linii oraz obniżenie zatrudnienia. To ostatnie było możliwe dzięki sprywatyzowaniu stanowisk pracy kierowców. Rozpoczęli oni samodzielną działalność gospodarczą przewozu osób w komunikacji miejskiej. Kierowcy w całości realizowali rozkład jazdy, dzierżawiąc autobusy MZK. Zakład koordynował rozkład jazdy, nadzorował jego wykonanie, prowadził obsługę techniczną autobusów oraz kontrolę biletów.
Wskutek nałożonych na wykonawców w 1998 wielu obowiązków wymaganych prawem kierowcy musieli zrezygnować ze statusu przewoźników. Autobusy po okresie dzierżawy powróciły do zakładu, który wyposażył w nie kierowców. Wynagrodzeniem kierowcy jest umowny udział we wpływach ze sprzedaży biletów. Dla dalszego obniżenia kosztów zakład zmniejszał zatrudnienie oraz dzierżawił w latach 1998 do połowy 2002 stację obsługi. Dawało to stabilność kosztów, lecz ze względu na nieskuteczną ofertę usług dzierżawcy, koszty napraw rosły szybciej od założeń umowy. Ponieważ komunikacja miejska jest z uwagi na ulgi deficytowa to pokrycie własnymi wpływami, często ponad 90% kosztów, dawało w kolejnych latach wysokie pozycje zakładu w rankingu ogólnokrajowym.
W 2010 i 2011 roku przedsiębiorstwo przeprowadziło zmiany w systemie komunikacji: we wszystkich autobusach zainstalowano elektroniczny wyświetlacz, a na pętlach „Dworzec” i „Rondo” pojawiły się elektroniczne tablice z rozkładem. We wrześniu 2011 wdrożone zostały także specjalne bilety elektroniczne, które mają się stać docelowo Krośnieńską Kartą Miejską.
MKS posiada zajezdnię mieszczącą się w dzielnicy Zawodzie przy ul. Fredry, w zaadaptowanych po wojnie do tego celu skonfiskowanych dawnych budynkach gospodarczych należących do klasztoru Franciszkanów. W latach 80. XX wieku podnoszony był w prasie temat budowy nowej zajezdni (miała powstać przy ul. Drzymały), jednak do dziś nie doczekała się ona realizacji.

## Linie

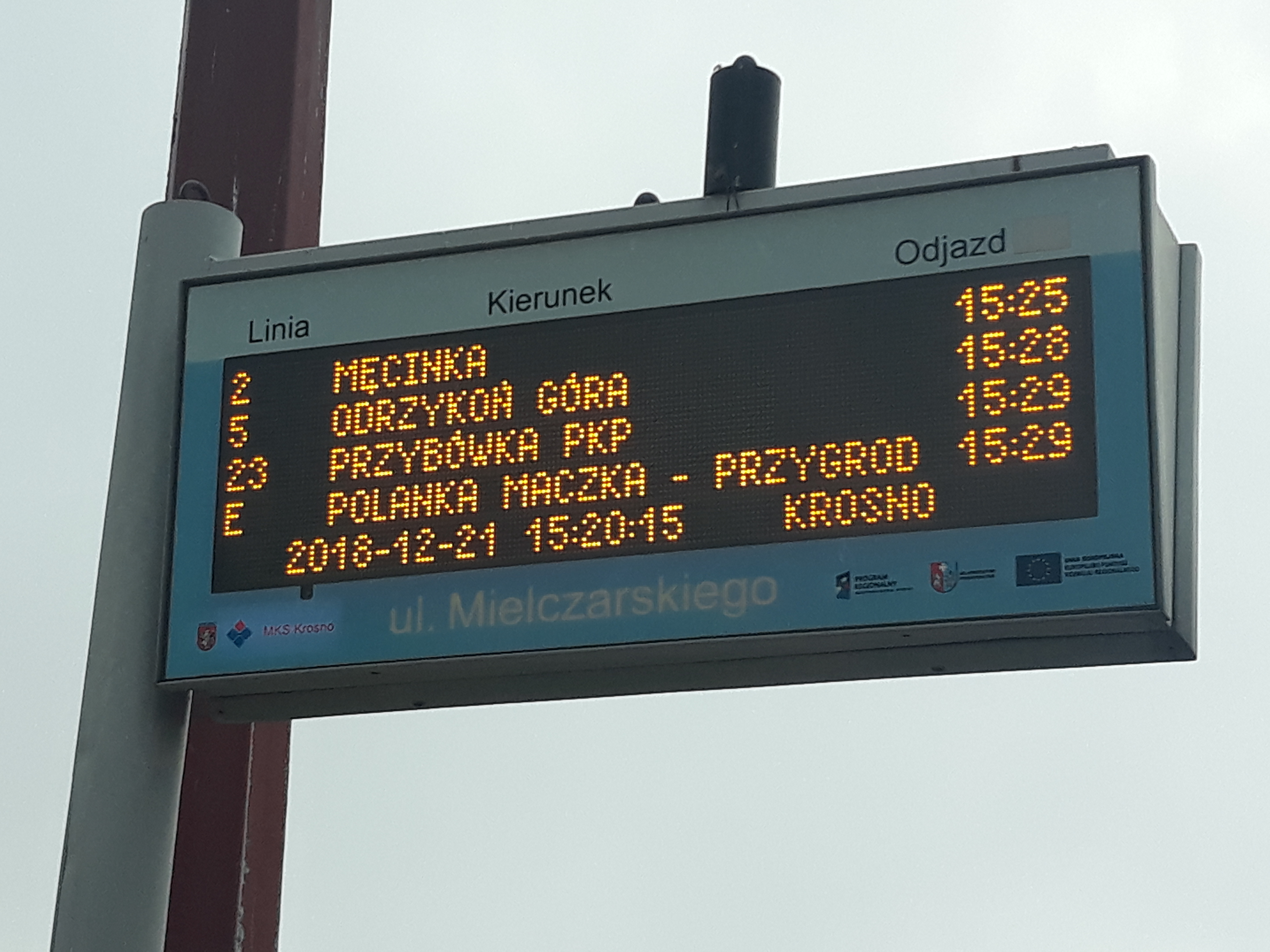
Tablica elektroniczna z najbliższymi odjazdami na przystanku "Mielczarskiego Dworzec"

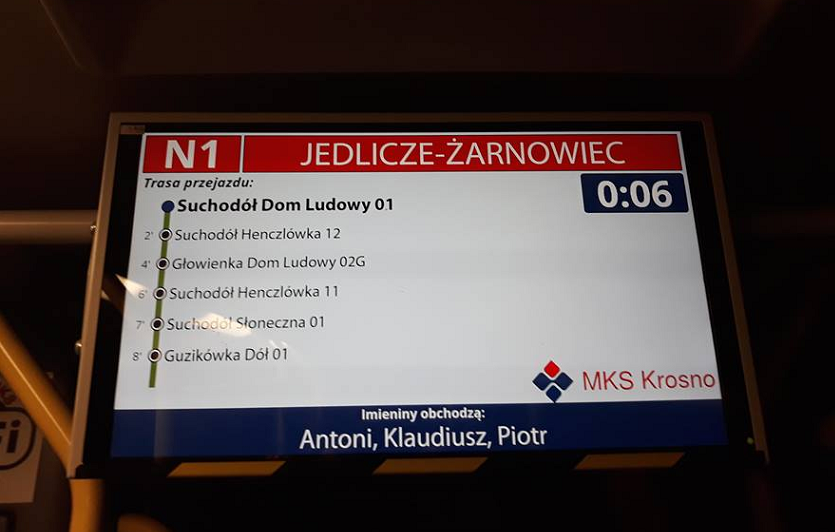
Tablica wewnętrzna z listą najbliższych przystanków w autobusie Autosan Sancity M09LE

MKS Krosno obsługuje 6 linii miejskich (A, B, E, EA, G, K) i 14 podmiejskich (0, 1, 2, 2A, 3, 4, 5, 7, 10, 11, 12, 16, 18, 20, 23)
W tabeli pogrubione są pętle znajdujące się na trasie linii.
| Linia | Trasa | Trasa powrotna | Dni kursowania                                                                                                  | Pętle poza główną trasą | Czas przejazdu | Godziny kursowania w dni robocze | Godziny kursowania w soboty | Godziny kursowania w niedziele i święta | Uwagi |
| --- | --- | --- | --- | ----------------------- | -------------- | -------------------------------- | --------------------------- | --- | --- |
| 0 | Korczyna Rynek – Korczyna ul. Szeptyckiego / Korczyna ul. Fredry – Korczyna ul. Krośnieńska – Korczyńska – Szpital Wojewódzki – Korczyńska – Żółkiewskiego – Okrzei – Krakowska – Dworzec – Lniarska – Łukasiewicza – Czajkowskiego – Składowa – Żwirki i Wigury – Batorego – Os. Traugutta – Podkarpacka – Bieszczadzka – Starostwo Powiatowe – Bohaterów Westerplatte – Powstańców Śląskich – Powstańców Warszawskich – Plac Monte Cassino – Staszica – Legionów – Niepodległości – Korczyńska – Szpital Wojewódzki – Korczyńska – Korczyna ul. Krośnieńska – Korczyna ul. Fredry / Korczyna ul. Szeptyckiego – Korczyna Rynek | | Codziennie | Głowienka Dom Ludowy    | 46 min.        | 5:31 – 17:47                     | 6:03 – 6:23                 | 6:03 – 6:23 | W soboty, niedziele i święta linia na trasie skróconej Szpital Wojewódzki – Os. Traugutta; na odcinku wariantowym Głowienka Dom Ludowy – Os. Traugutta linia kursuje tylko w dni nauki szkolnej |
| 1 | Korczyna Rynek – Korczyna ul. Szeptyckiego / Korczyna ul. Fredry – Korczyna ul. Krośnieńska – Korczyńska – Szpital Wojewódzki – Korczyńska – Niepodległości – Plac Monte Cassino – Staszica – Legionów – Lewakowskiego – Mielczarskiego – Dworzec – Krakowska – Popiełuszki – al. Jana Pawła II – Wyspiańskiego – Dobieszyn | Dobieszyn – Wyspiańskiego – (Klonowa) – Wyspiańskiego – al. Jana Pawła II – Popiełuszki – Krakowska – Dworzec – Krakowska – Podwale – Grodzka – Plac Monte Cassino – Niepodległości – Korczyńska – Szpital Wojewódzki – Korczyńska – Korczyna ul. Krośnieńska – Korczyna ul. Szeptyckiego / Korczyna ul. Fredry – Korczyna Rynek | Codziennie |                         | 42 min.        | 5:07 – 19:11                     | 9:30 – 20:14                | 17:35 – 18:14 | W soboty, niedziele i święta linia nie obsługuje odcinka Dobieszyn – Dworzec |
| 2 | | | |                         |                |                                  |                             | | |
| Męcinka – Jedlicze Rynek – Jedlicze Rafineria / Jedlicze Poczta – Jedlicze PKP – Jaszczew / Grabiny – Potok – Bema – al. Jana Pawła II – Krakowska – (Hutnicza - Tysiąclecia) – Dworzec – Krakowska – Podwale – Grodzka – Plac Monte Cassino – Wojska Polskiego – Sikorskiego – Hallera – Lwowska – Bieszczadzka – Kampus PWSZ | (Łężany Przedszkole - Polna) - Kampus PWSZ – Bieszczadzka – Starostwo Powiatowe – Hallera – Sikorskiego – Wojska Polskiego – Plac Monte Cassino – Staszica – Legionów – Lewakowskiego – Mielczarskiego – Dworzec – (Tysiąclecia – Hutnicza) – Krakowska – al. Jana Pawła II – Bema – Potok – Jaszczew / Grabiny – Jedlicze PKP – Jedlicze Rafineria – Jedlicze Rynek – Męcinka | Dni robocze, soboty | Łężany Przedszkole, Potakówka, Jedlicze Nawrót, BWI, Szpital Wojewódzki, Wieniawskiego                          | 57 min.                 | 5:00 – 22:50   | 5:05 – 18:53                     |                             | Trasy wariantowe do i z pętli Potakówka, Jedlicze Nawrót, BWI, Szpital Wojewódzki i Łężany Przedszkole obsługiwane tylko w dni robocze | |
| 2A | | | |                         |                |                                  |                             | | |
| Męcinka – Jedlicze Rynek – Jedlicze Rafineria – Jedlicze PKP – Jaszczew – Potok – Bema – al. Jana Pawła II – Krakowska – Hutnicza – Tysiąclecia – Dworzec – Krakowska – Podwale – Grodzka – Plac Monte Cassino – Wojska Polskiego – Sikorskiego – Hallera – Lwowska – Bieszczadzka - Polna - Łężany Przedszkole | - | Dni robocze | | 60 min.                 | 5:53 - 14:39   |                                  |                             | Mutacja linii "2", kursująca z Męcinki albo Dworca do Łężan. W drodze powrotnej autobusy jeżdżą pod oznaczeniem "2". | |
| 3 | | | |                         |                |                                  |                             | | |
| Dworzec – Krakowska – Legionów – Niepodległości – Żółkiewskiego – Białobrzeska – Odrzykoń Głębokie – Odrzykoń Podzamcze | Odrzykoń Podzamcze – Odrzykoń Głębokie – Białobrzeska – Okrzei – Lewakowskiego – Mielczarskiego – Dworzec | Dni robocze | | 20 min.                 | 6:55 – 15:55   |                                  |                             | Na odcinku Odrzykoń Głębokie – Odrzykoń Podzamcze linia jest zawieszana między 15 kwietnia a 15 listopada, jeśli na kursowanie nie pozwalają warunki atmosferyczne. | |
| 4 | | | |                         |                |                                  |                             | | |
| Al. Jana Pawła II – Podkarpacka – Tysiąclecia / – BWI – Dworzec – Krakowska – Podwale – Grodzka – Plac Monte Cassino – Wojska Polskiego – Sikorskiego – Wieniawskiego – Chopina – Krościenko Wyżne ul. Kasztanowa – Krościenko Wyżne strona południowa – Pustyny – Zalesie | Zalesie – Pustyny – Krościenko Wyżne strona południowa – Krościenko Wyżne ul. Kasztanowa – Chopina – Wieniawskiego – Sikorskiego – Wojska Polskiego – Plac Monte Cassino – Staszica – Legionów – Lewakowskiego – Mielczarskiego – Dworzec – BWI / – Tysiąclecia – Hutnicza – Krakowska – al. Jana Pawła II – Wyspiańskiego | Dni robocze | | 50 min.                 | 5:00 – 17:12   |                                  |                             | Odcinek Dworzec – Turaszówka Kościół linia obsługuje tylko w dni nauki szkolnej | |
| 5 | | | |                         |                |                                  |                             | | |
| Odrzykoń Mała Strona – Odrzykoń Góra – Odrzykoń Dom Kultury – Rzeszowska – al. Jana Pawła II – Podkarpacka / Krakowska – Hutnicza / – Tysiąclecia – Dworzec – Krakowska – Podwale – Grodzka – Plac Monte Cassino – Wojska Polskiego – Sikorskiego – Wieniawskiego – Chopina – Krościenko Wyżne ul. Kasztanowa – Krościenko Wyżne strona północna – Iskrzynia | Iskrzynia – Krościenko Wyżne strona północna – Krościenko Wyżne ul. Kasztanowa – Chopina – Wieniawskiego – Sikorskiego – Wojska Polskiego – Plac Monte Cassino – Staszica – Legionów – Lewakowskiego – Mielczarskiego – Dworzec – Tysiąclecia – Podkarpacka – al. Jana Pawła II – Rzeszowska – Odrzykoń Mała Strona – Odrzykoń Góra – Odrzykoń Dom Kultury | Dni robocze | | 49 min.                 | 5:02 – 18:17   |                                  |                             | Po godz. 16 linia kursuje tylko na odcinku Dworzec – Krościenko Wyżne strona północna | |
| 7 | | | |                         |                |                                  |                             | | |
| (Szpital Wojewódzki – Korczyńska – Niepodległości) – Plac Monte Cassino – Staszica – Legionów – Krakowska – Dworzec – Lniarska – Pużaka – Czajkowskiego – Podkarpacka – Os. Traugutta – Witosa – Droga G – Tłoki – Szczepańcowa – Świerzowa Polska – Zręcińska – Lotników – Tłoki – Droga G – Witosa – Os. Traugutta – Jagiellońska – Pużaka – Lniarska – Mielczarskiego – Dworzec – Krakowska – Podwale – Grodzka – Plac Monte Cassino | | Dni robocze, soboty | Bohaterów Westerplatte                                                                                          | 58 min.                 | 5:00 – 19:02   | 5:00 – 15:10                     |                             | Częścią kursów w dni robocze oraz wszystkimi w soboty linia kursuje na trasie: Plac Monte Cassino – (...) – Podkarpacka – Zręcińska – Lotników – Tłoki – Szczepańcowa – Świerzowa Polska – Zręcińska – Podkarpacka – Czajkowskiego – (...) – Plac Monte Cassino; pętle i trasy wariantowe do i z pętli Bohaterów Westerplatte i Szpital Wojewódzki linia obsługuje tylko w dni robocze                                                      | |
| 10 | Korczyna Rynek – Korczyna ul. Szeptyckiego / Korczyna ul. Fredry – Korczyna ul. Krośnieńska – Korczyńska – Szpital Wojewódzki – Korczyńska – Niepodległości – Plac Monte Cassino – Powstańców Warszawskich – Powstańców Śląskich – Bohaterów Westerplatte – Lwowska – Starostwo Powiatowe – Podkarpacka – Os. Traugutta – Batorego – Żwirki i Wigury – Składowa – Czajkowskiego – Łukasiewicza / Pużaka – Lniarska – Dworzec – Krakowska – Okrzei – Żółkiewskiego – Korczyńska – Szpital Wojewódzki – Korczyńska – Korczyna ul. Krośnieńska – Korczyna ul. Szeptyckiego / Korczyna ul. Fredry – Korczyna Rynek                   | | Codziennie | Głowienka Dom Ludowy    | 60 min.        | 5:27 – 18:43                     | 5:12 – 5:43                 | 5:12 – 5:43 | Pętlę i trasę wariantową z Głowienki linia obsługuje tylko w soboty, niedziele i święta; odcinek Korczyna Rynek – Szpital Wojewódzki obsługiwany jest tylko w dni robocze                       |
| 10 | 11 | | |                         |                |                                  |                             | | |
| Szpital Wojewódzki – Korczyńska – Niepodległości – Powstańców Warszawskich – Powstańców Śląskich – Wojska Polskiego – Plac Monte Cassino – Staszica – Legionów – Krakowska – Dworzec – Lniarska – Łukasiewicza – Czajkowskiego – Podkarpacka – Zręcińska – Świerzowa Polska – Zręcin – (Chorkówka – Żeglce – Zręcin) – Żarnowiec – Jedlicze Stadion – Jedlicze Rynek – Jedlicze Nawrót | (Męcinka) / Chlebna - Jedlicze Nawrót – Jedlicze Rynek – Jedlicze Stadion – Żarnowiec – Zręcin – Świerzowa Polska – Zręcińska – Podkarpacka – Czajkowskiego / (Podkarpacka – Os. Traugutta – Jagiellońska) – Łukasiewicza / Pużaka – Lniarska – Mielczarskiego – Dworzec – Krakowska – Podwale – Grodzka – Plac Monte Cassino – Wojska Polskiego – Bohaterów Westerplatte – Powstańców Śląskich – Powstańców Warszawskich – Niepodległości – Korczyńska – Szpital Wojewódzki | Dni robocze, soboty | Sikorskiego, Starostwo Powiatowe                                                                                | 49 min.                 | 5:00 – 22:45   | 5:00 – 18:23                     | 10:38 - 18:23               | W soboty linia nie obsługuje pętli poza trasą główną; w soboty po godz. 15:00 i w niedziele trasa skrócona Dworzec - Szpital Wojewódzki; w dni robocze niektóre kursy na trasie: Jedlicze Nawrót – (...) – Grodzka – Lwowska – Starostwo Powiatowe – Bohaterów Westerplatte – Powstańców Śląskich – Powstańców Warszawskich – Plac Monte Cassino – (...) – Jedlicze Nawrót                                                                  | |
| 12 | | | |                         |                |                                  |                             | | |
| Łęki Strzyżowskie – Bartne – Łęki Strzyżowskie – Łączki Jagiellońskie – Wojkówka – Bratkówka – Odrzykoń Rzeki – Rzeszowska – al. Jana Pawła II – Podkarpacka – Tysiąclecia – Dworzec – Krakowska – Podwale – Grodzka – Plac Monte Cassino – (Wojska Polskiego – Bohaterów Westerplatte) | Plac Monte Cassino – Staszica – Legionów – Lewakowskiego – Mielczarskiego – Dworzec – Tysiąclecia – Podkarpacka – al. Jana Pawła II – Rzeszowska – (Odrzykoń Mała Strona – Odrzykoń Góra – Odrzykoń Dom Kultury) – Odrzykoń Rzeki – Bratkówka – Wojkówka – Łączki Jagiellońskie – Łęki Strzyżowskie – Łęki Strzyżowskie – Bartne | Dni robocze | | 47 min.                 | 4:50 – 17:47   |                                  |                             | | |
| 16 | | | |                         |                |                                  |                             | | |
| Głowienka – Suchodolska – Grunwaldzka – Wiejska – Grunwaldzka – Wyszyńskiego – Grodzka – Plac Monte Cassino – Staszica – Legionów – Lewakowskiego – Mielczarskiego – Dworzec – Tysiąclecia – Hutnicza – Krakowska – (Popiełuszki) – al. Jana Pawła II – Bema – Potok – Jedlicze PKP – Jedlicze Rafineria – Jedlicze Rynek – Jedlicze Nawrót – Jedlicze ul. Głowackiego – Długie | Długie – Jedlicze ul. Głowackiego – Jedlicze Nawrót – Jedlicze Rynek – Jedlicze Rafineria – Jedlicze PKP – Potok – Bema – al. Jana Pawła II – Krakowska – Hutnicza – Tysiąclecia – Dworzec – Krakowska – Podwale – Grodzka – Wyszyńskiego – Grunwaldzka – Wiejska – Grunwaldzka – Suchodolska – Głowienka | Dni robocze | Potakówka | 58 min.                 | 5:05 – 18:46   |                                  |                             | Na odcinku Jedlicze ul. Głowackiego – Długie kursuje tylko w dni nauki szkolnej | |
| 18 | | | |                         |                |                                  |                             | | |
| Korczyna Rynek – Korczyna ul. Akacjowa – Wisze – Ślączka – Żeromskiego – Asnyka – Bursaki – Plac Monte Cassino – Staszica – Legionów – Krakowska / Lewakowskiego – Mielczarskiego / – Dworzec – Lniarska – Pużaka – Czajkowskiego – Podkarpacka – Zręcińska – (Szczepańcowa ul. Przemysłowa [Eurocash]) - Świerzowa Polska – Zręcin – Chorkówka – Żeglce | Żeglce – Chorkówka – Zręcin – Świerzowa Polska – Zręcińska – (Lotników) – Zręcińska – Podkarpacka – Czajkowskiego – Pużaka – Lniarska – Dworzec – Krakowska – Podwale – Grodzka – Plac Monte Cassino – Bursaki – Asnyka – Żeromskiego – Ślączka – Wisze – Korczyna ul. Akacjowa – Korczyna Rynek | Dni robocze | Huta Techniczna, Os. Traugutta                                                                                  | 60 min.                 | 5:10 – 18:38   |                                  |                             | Pętla i trasa wariantowa z Os. Traugutta obsługiwana tylko w dni nauki szkolnej | |
| 20 | | | |                         |                |                                  |                             | | |
| Wyspiańskiego / Rzeszowska – al. Jana Pawła II – Krakowska – Hutnicza – Tysiąclecia – (BWI) – Dworzec – Krakowska – Podwale – Grodzka – Plac Monte Cassino – Wojska Polskiego – Sikorskiego – Łężany – Targowiska – (Zalesie – Pustyny) – Łężany – Sikorskiego – Wojska Polskiego – Plac Monte Cassino – Staszica – Legionów – Lewakowskiego – Mielczarskiego – Dworzec – (BWI) – Tysiąclecia – Podkarpacka – al. Jana Pawła II – Wyspiańskiego | | Dni robocze, soboty | | 54 min.                 | 5:04 – 22:48   | 5:00 – 14:59                     |                             | Odcinek Turaszówka Kościół / Turaszówka ZSE – Huta Techniczna jest obsługiwany tylko w dni nauki szkolnej | |
| 23 | | | |                         |                |                                  |                             | | |
| Plac Monte Cassino – Staszica – Legionów – Lewakowskiego – Mielczarskiego – Dworzec – Tysiąclecia – Podkarpacka – al. Jana Pawła II – Rzeszowska – Potok – Ustrobna – Bajdy – Wojaszówka – (Łączki Jagiellońskie – Łęki Strzyżowskie) – Przybówka | Przybówka – (Łęki Strzyżowskie – Łączki Jagiellońskie) – Wojaszówka – Bajdy – Ustrobna – Potok – Rzeszowska – al. Jana Pawła II – Podkarpacka – Tysiąclecia – Dworzec – Krakowska – Podwale – Grodzka – Plac Monte Cassino | Dni robocze | | 40 min.                 | 4:55 – 17:43   |                                  |                             | | |
| A | | | |                         |                |                                  |                             | | |
| Klonowa – Wyspiańskiego – al. Jana Pawła II – (Popiełuszki) – Podkarpacka – Os. Traugutta – Podkarpacka – Bieszczadzka – Starostwo Powiatowe – Lwowska – Plac Monte Cassino – Staszica – Legionów – Lewakowskiego – Mielczarskiego – Dworzec – Krakowska – al. Jana Pawła II – Wyspiańskiego – Klonowa | | Dni robocze, soboty | | 52 min.                 | 5:57 – 19:07   | 6:14 – 20:06                     |                             | | |
| B | | | |                         |                |                                  |                             | | |
| Wyspiańskiego – al. Jana Pawła II – Krakowska – Dworzec – Krakowska – Podwale – Grodzka – Lwowska – Starostwo Powiatowe – Podkarpacka – Os. Traugutta – Podkarpacka – Popiełuszki – al. Jana Pawła II – Wyspiańskiego | | Dni robocze – szkolne | Białobrzeska | 46 min.                 | 6:35 – 15:57   |                                  |                             | Część kursów pomija odcinek przystanek "Polanka Osiedle" i Lwowska – Starostwo Powiatowe, jadąc ulicą Grodzką | |
| E | | | |                         |                |                                  |                             | | |
| Os. Traugutta – Podkarpacka – Bieszczadzka – Starostwo Powiatowe – Bohaterów Westerplatte – Powstańców Śląskich – Powstańców Warszawskich – Plac Monte Cassino – Staszica – Legionów – Lewakowskiego – Mielczarskiego – Dworzec – Tysiąclecia / Krakowska – Hutnicza / – Tysiąclecia – Podkarpacka – Popiełuszki – Decowskiego – Baczyńskiego – Maczka – Kojdera – Decowskiego – Popiełuszki – Podkarpacka – Tysiąclecia – / Hutnicza – Krakowska / – Dworzec – Krakowska – Podwale – Grodzka – Plac Monte Cassino – Powstańców Warszawskich – Powstańców Śląskich – Bohaterów Westerplatte – Lwowska – Starostwo Powiatowe – Podkarpacka – Os. Traugutta | | Codziennie | Turaszówka Granica, Turaszówka - Klonowa, Dobieszyn Sklep, Polanka Zakłady, Szpital Wojewódzki, Polanka Kościół | 86 min.                 | 5:10 – 22:39   | 5:19 – 22:36                     | 6:28 – 20:53                | Pętla i trasa wariantowa ze Szpitala Wojewódzkiego obsługiwana tylko w dni robocze; pętla i trasa wariantowa z Turaszówki Granica obsługiwana tylko w dni nauki szkolnej; pętla i trasa wariantowa do Dobieszyna obsługiwana tylko w dni robocze; pętla i trasa wariantowa do Turaszówki - Klonowej tylko w niedziele i święta; pętla Polanka Kościół obsługiwana tylko w niedziele i święta; pętla Polanka Zakłady nieobsługiwana w soboty | |
| G | | | |                         |                |                                  |                             | | |
| Wierzbowa – Kopernika – Konopnickiej – Krakowska – Dworzec – Krakowska – Podwale – Grodzka – (Os. Traugutta) – Wyszyńskiego – Grunwaldzka – Wiejska – Grunwaldzka – Suchodolska – Głowienka | Głowienka – Suchodolska – Grunwaldzka – Wiejska – Grunwaldzka – Wyszyńskiego – (Os. Traugutta) – Grodzka – Plac Monte Cassino – Staszica – Legionów – Lewakowskiego – Mielczarskiego – Dworzec – Krakowska – Konopnickiej – Kopernika – Wierzbowa – (Białobrzeska) | Codziennie | Huta Techniczna                                                                                                 | 31 min.                 | 6:48 – 22:29   | 6:15 – 20:32                     | 6:22 – 14:32                | Niektóre kursy od przystanku "Os. Traugutta" kursują trasą: Witosa – Słoneczna – Grunwaldzka – (...); pętla Białobrzeska obsługiwana jest tylko w dni nauki szkolnej | |
| K | Dworzec – Magurów – Krakowska – Podwale – Grodzka – Plac Monte Cassino – Lwowska – Bohaterów Westerplatte – Hallera – Sikorskiego – Bohaterów Westerplatte – Powstańców Śląskich – Powstańców Warszawskich – Plac Monte Cassino – Staszica – Legionów – Krakowska – Magurów –Dworzec | | Dni robocze |                         | 33 min.        | 7:10 – 12:20                     |                             | | |

### Linie zlikwidowane
| AS | Polanka Przygrody – Maczka – Dobieszyn – Wyspiańskiego | Dni nauki szkolnej | Polanka Osiedle, Polanka Szkoła                                                                     | 1999 – 2005                      |    |                        | |                    |  |                   |
| B | | | |                                  |    |                        | |                    |  |                   |
| Huta – Tysiąclecia – Dworzec – Podwale / Legionów – Rondo – Bursaki – Asnyka – Żeromskiego – Ślączka – Wisze – Korczyna Dół ul. Akacjowa | Codziennie | | ? – 3.08.2008                                                                                       |                                  |    |                        | |                    |  |                   |
| C | | | |                                  |    |                        | |                    |  |                   |
| Korczyna Szkoła ul. Fredry – Korczyna ul. Krośnieńska – Korczyńska – Szpital Wojewódzki – Korczyńska – Niepodległości – Rondo – Powstańców Warszawskich – Powstańców Śląskich – Boh. Westerplatte – Lwowska – Starostwo ul. Bieszczadzka – Podkarpacka – Os. Traugutta – Podkarpacka – Czajkowskiego – Łukasiewicza / Pużaka – Lniarska – Dworzec | Dni robocze | | ? – 3.08.2008                                                                                       |                                  |    |                        | |                    |  |                   |
| C | Głowienka – Suchodół Henczlówka ul. Suchodolska – Suchodół Góra ul. Wiejska – Grunwaldzka – Wyszyńskiego – Os. Traugutta – Podkarpacka – Łukasiewicza / Pużaka – Lniarska – Dworzec – Podwale – Rondo – Wojska Polskiego – Boh. Westerplatte – Powstańców Śląskich – Powstańców Warszawskich – Niepodległości – Korczyńska – Szpital Wojewódzki                                                                    | Codziennie | | 4.08.2008 – 31.12.2016           |    |                        | |                    |  |                   |
| D | | | |                                  |    |                        | |                    |  |                   |
| Turaszówka Kładka ul. Łęgowa (Odrzykoń) – Odrzykońska – Rzeszowska – al. Jana Pawła II – Krakowska – Dworzec – Podwale / Legionów – Lwowska – Boh. Westerplatte – Powstańców Śląskich – Powstańców Warszawskich – Rondo | Dni nauki szkolnej | | ? – 2.06.2007                                                                                       |                                  |    |                        | |                    |  |                   |
| D | WSK ul. Żwirki i Wigury – Lelewela – Batorego – Os. Traugutta – Jagiellońska – Pużaka – Lniarska – Dworzec – Podwale / Rondo – Legionów / – Grodzka – Podkarpacka – Bieszczadzka – Suchodół PWSZ ul. ks. Zawrzyckiego | Dni robocze, niedziele i święta | | 3.10.2011 – 30.12.2016           |    |                        | |                    |  |                   |
| F | | | |                                  |    |                        | |                    |  |                   |
| Wierzbowa – Kopernika – Konopnickiej – Krakowska – Dworzec – Podwale / Legionów – Rondo | Codziennie | | ? – 3.08.2008                                                                                       |                                  |    |                        | |                    |  |                   |
| F | | | |                                  |    |                        | |                    |  |                   |
| Basen ZSE ul. Sportowa – Rzeszowska – Al. Jana Pawła II – Krakowska – Dworzec – Pużaka – Czajkowskiego – Podkarpacka – Os. Traugutta | Dni robocze | | 15.11.2010 – 30.09.2011                                                                             |                                  |    |                        | |                    |  |                   |
| H | | | |                                  |    |                        | |                    |  |                   |
| Polanka Przygrody – Kruczkowskiego – Decowskiego – Polanka Osiedle ul. Popiełuszki – Huta – Tysiąclecia – Dworzec – Podwale / Legionów – Rondo | Dni robocze, święta | Wieniawskiego, Polanka Kościół | ? – 3.08.2008                                                                                       |                                  |    |                        | |                    |  |                   |
| K | | | |                                  |    |                        | |                    |  |                   |
| Bohaterów Westerplatte – Powstańców Śląskich – Powstańców Warszawskich – Rondo – Legionów – Dworzec – Lniarska – Łukasiewicza – Czajkowskiego – Podkarpacka – Os. Traugutta – Podkarpacka – Starostwo ul. Bieszczadzka – Lwowska – Bohaterów Westerplatte                                                                                         | Codziennie | Polanka Bańczarnia | ? – 3.08.2008                                                                                       |                                  |    |                        | |                    |  |                   |
| L | | | |                                  |    |                        | |                    |  |                   |
| Dworzec – Okrzei – Żółkiewskiego – Korczyńska – Szpital Wojewódzki – Korczyńska – Niepodległości – Rondo – Powstańców Warszawskich – Powstańców Śląskich – Bohaterów Westerplatte – Lwowska – Starostwo ul. Bieszczadzka – Podkarpacka – Os. Traugutta                                                                                            | Dni nauki szkolnej | | 2003 – 07.2004                                                                                      |                                  |    |                        | |                    |  |                   |
| L | | | |                                  |    |                        | |                    |  |                   |
| Rondo – Legionów / Podwale – Dworzec – Okrzei – Białobrzeska | Codziennie | | 4.08.2014 – 30.09.2015                                                                              |                                  |    |                        | |                    |  |                   |
| M | | | |                                  |    |                        | |                    |  |                   |
| Wyspiańskiego – Al. Jana Pawła II – Krakowska – Dworzec – Podwale – Lwowska – Starostwo ul. Bieszczadzka – Podkarpacka – Os. Traugutta – Podkarpacka – Al. Jana Pawła II – Wyspiańskiego | Dni robocze, prócz lipca i sierpnia | | 2.11.2004 – 3.08.2008                                                                               |                                  |    |                        | |                    |  |                   |
| O | | | |                                  |    |                        | |                    |  |                   |
| Os. Traugutta – Grodzka – Rondo – Podwale / Legionów – Dworzec – Krakowska – Polanka Osiedle ul. Popiełuszki – Popiełuszki – Polanka Działki ul. Baczyńskiego – Maczka | Codziennie | Polanka Przygrody | ? – 3.08.2008                                                                                       |                                  |    |                        | |                    |  |                   |
| P | | | |                                  |    |                        | |                    |  |                   |
| Rondo – Dworzec – Tysiąclecia – Huta – Polanka Osiedle – Polanka Maczka | Dni robocze | Dobieszyn Sklep, Turaszówka Nawrót | ? – 3.08.2008                                                                                       |                                  |    |                        | |                    |  |                   |
| R | | | |                                  |    |                        | |                    |  |                   |
| Korczyna Szkoła – Szpital Wojewódzki – Niepodległości – Rondo – Dworzec – Krakowska – al. Jana Pawła II – Wyspiańskiego – Dobieszyn Sklep | Dni nauki szkolnej | | 1.09.2005 – 1.08.2008                                                                               |                                  |    |                        | |                    |  |                   |
| S | | | |                                  |    |                        | |                    |  |                   |
| Targowiska – Łężany – Polna – Bieszczadzka – Lwowska – Rondo – Dworzec – Krakowska – al. Jana Pawła II – Wyspiańskiego – Dobieszyn Sklep | Dni robocze | | ? – 1.08.2008                                                                                       |                                  |    |                        | |                    |  |                   |
| T | | | |                                  |    |                        | |                    |  |                   |
| Os. Traugutta – Starostwo – Lwowska – Rondo – Krakowska – al. Jana Pawła II – Wyspiańskiego | Dni nauki szkolnej | | 1.09.2005 – 13.03.2006                                                                              |                                  |    |                        | |                    |  |                   |
| W | | | |                                  |    |                        | |                    |  |                   |
| Korczyna Dół – Wisze – Żeromskiego – Ślączka – Stapińskiego – Szpital Wojewódzki – Niepodległości – Rondo – Dworzec – Pużaka – WSK – Podkarpacka – Os. Traugutta – Starostwo – Lwowska – Rondo | Codziennie | | ? – 3.08.2008                                                                                       |                                  |    |                        | |                    |  |                   |
| 3 | Głowienka – Suchodół Henczlówka ul. Suchodolska – Suchodół Góra ul. Wiejska – Grunwaldzka – Wyszyńskiego – Os. Traugutta – Podkarpacka – Starostwo ul. Bieszczadzka – Lwowska – Boh. Westerplatte – Powstańców Śląskich – Powstańców Warszawskich – Rondo – Legionów – Dworzec – Okrzei – Żółkiewskiego – Korczyńska – Szpital Wojewódzki – Korczyna ul. Krośnieńska – Korczyna Szkoła ul. Fredry – Korczyna Rynek | Dni robocze | | 1.09.2008 – 30.12.2016           |    |                        | |                    |  |                   |
| 6 | | | |                                  |    |                        | |                    |  |                   |
| Bohaterów Westerplatte – Rondo – Dworzec – Fabos – Zręcińska – Świeżowa – Szczepańcowa | Dni robocze | | ? – 1.08.2008                                                                                       |                                  |    |                        | |                    |  |                   |
| 9 | | | |                                  |    |                        | |                    |  |                   |
| Krościenko Wyżne – Szopena – Wieniawskiego – Wojska Polskiego – Rondo – Dworzec – Pużaka – Fabos | ? | | ? – około 2000 roku                                                                                 |                                  |    |                        | |                    |  |                   |
| 14 | | | |                                  |    |                        | |                    |  |                   |
| Dworzec – Rondo – Wojska Polskiego – Sikorskiego – Łężany D.L. – Łężany Sklep | | | ? – około 2000 roku                                                                                 |                                  |    |                        | |                    |  |                   |
| 15 | | | |                                  |    |                        | |                    |  |                   |
| Korczyna Rynek – Korczyńska – Żółkiewskiego – Okrzei – Dworzec – Lwowska – Bohaterów Westerplatte – Rondo | ? | | ? – około 2000 roku                                                                                 |                                  |    |                        | |                    |  |                   |
| 19 | | | |                                  |    |                        | |                    |  |                   |
| Zręcin Przylaski – Świerzowa – Zręcińska – Podkarpacka – Grodzka – Rondo – Dworzec – Pużaka – Zręcińska – Świerzowa – Zręcin Przylaski | ? | | ? – około 2000 roku                                                                                 |                                  |    |                        | |                    |  |                   |
| 21 | | | |                                  |    |                        | |                    |  |                   |
| Potakówka – Jedlicze Poczta – Grabiny – Potok – al. Jana Pawła II – Krakowska – Tysiąclecia – Dworzec – Rondo – Wojska Polskiego – Sikorskiego | Dni robocze | | ? – 1.08.2008                                                                                       | –                                | KS | –                      | Maczka – Kruczkowskiego – Decowskiego – Popiełuszki – Baczyńskiego – Dobieszyn – Wyspiańskiego – al. Jana Pawła II | Dni nauki szkolnej |  | 2005 – 21.06.2019 |
| N1 | – | Wiejska – Grunwaldzka – Suchodolska – Głowienka – Suchodolska – Słoneczna – Witosa – Os. Traugutta – Podkarpacka – Bohaterów Westerplatte – Powstańców Śląskich – Powstańców Warszawskich – Plac Monte Cassino – Legionów – Lewakowskiego – Dworzec – Krakowska – Popiełuszki – al. Jana Pawła II – Bema – Potok – Jaszczew – Jedlicze PKP – Jedlicze Poczta – Jedlicze Rynek – Jedlicze Stadion – Żarnowiec – Zręcin – Świerzowa Polska – Zręcińska – Decowskiego – Popiełuszki – Krakowska – Dworzec – Krakowska – Podwale – Grodzka – Plac Monte Cassino – Powstańców Warszawskich – Powstańców Śląskich – Bohaterów Westerplatte – Lwowska – Podkarpacka – Os. Traugutta | Linia nocna, kursująca podczas weekendu majowego, imprezy "Dni Krosna" oraz na wakacjach w weekendy | Leroy Merlin, Turaszówka Kościół | KS | 12.06.2015 – 1.09.2019 | |                    |  |                   |

## Tabor

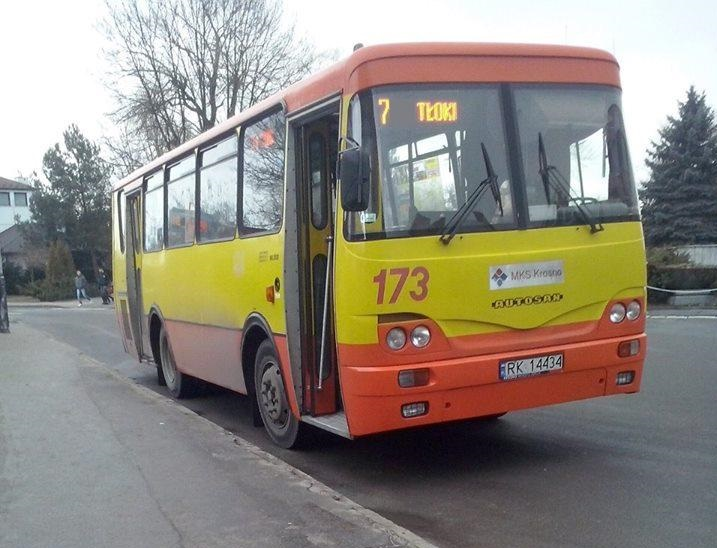
Autosan H9-35 obsługujący linię "7" na Placu Monte Cassino (Rondzie)

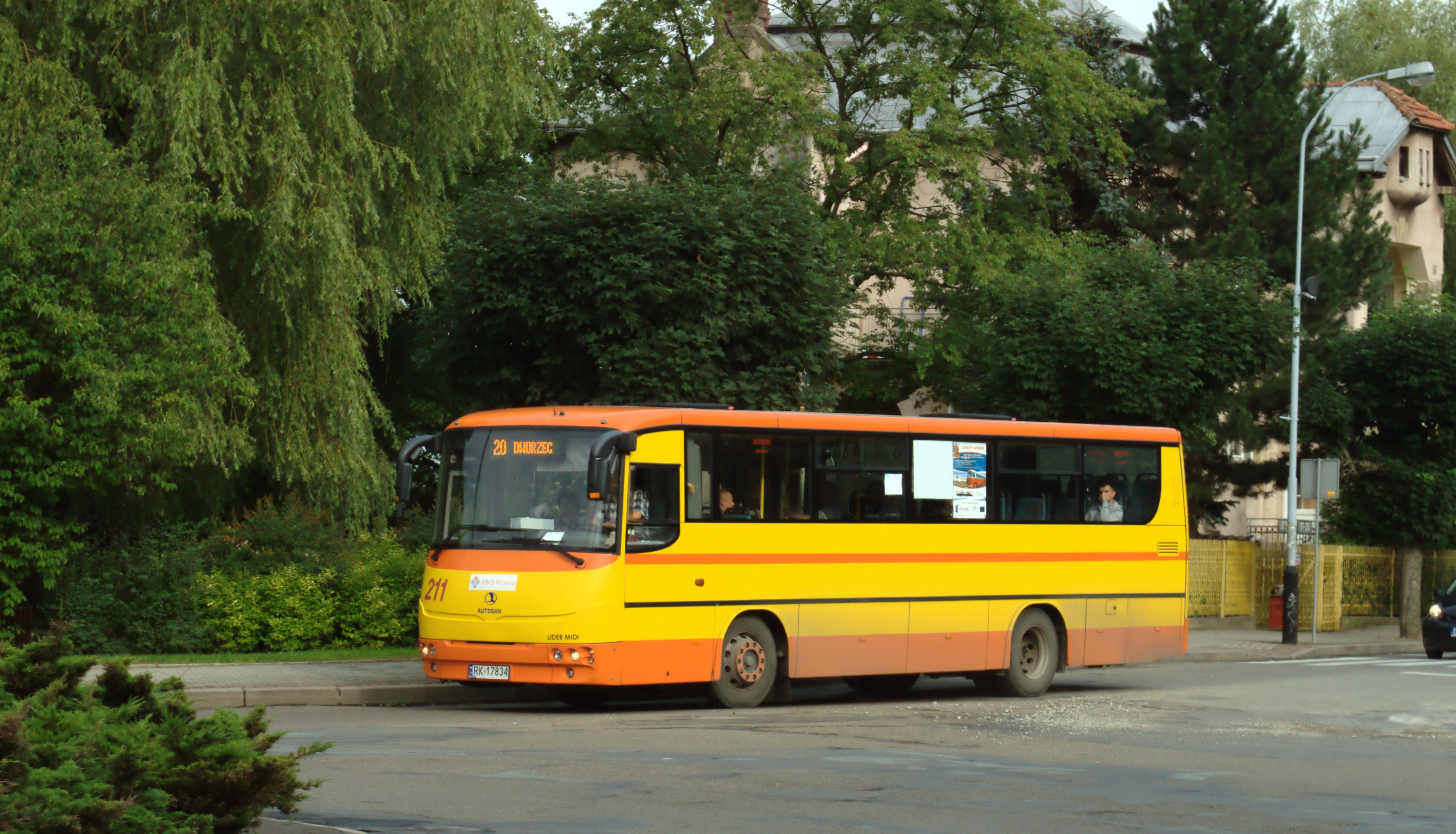
Autosan A1010T Lider obsługujący linię "20" na ul. Wojska Polskiego

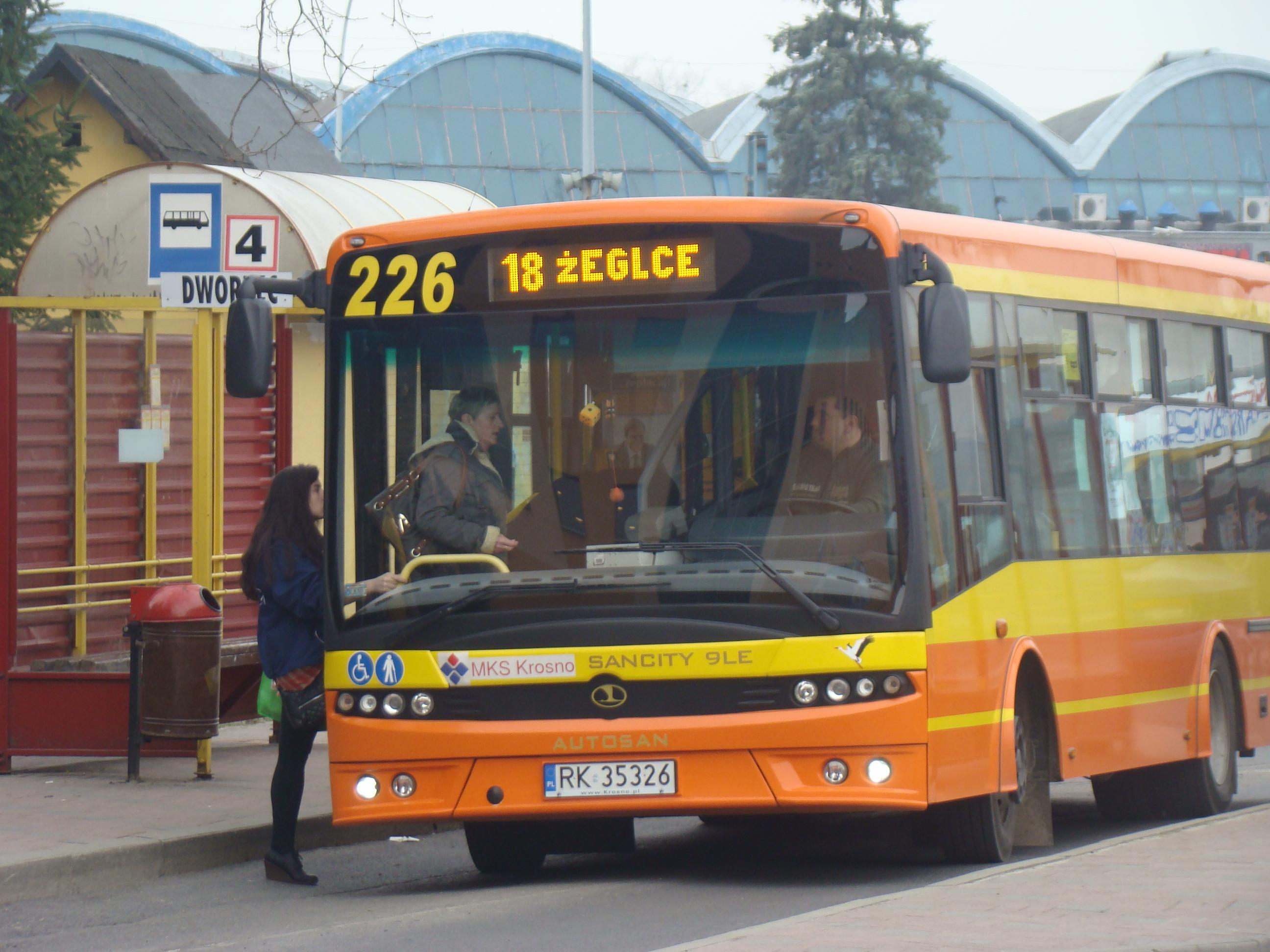
Autosan M09LE Sancity obsługujący linię "18" na Dworcu

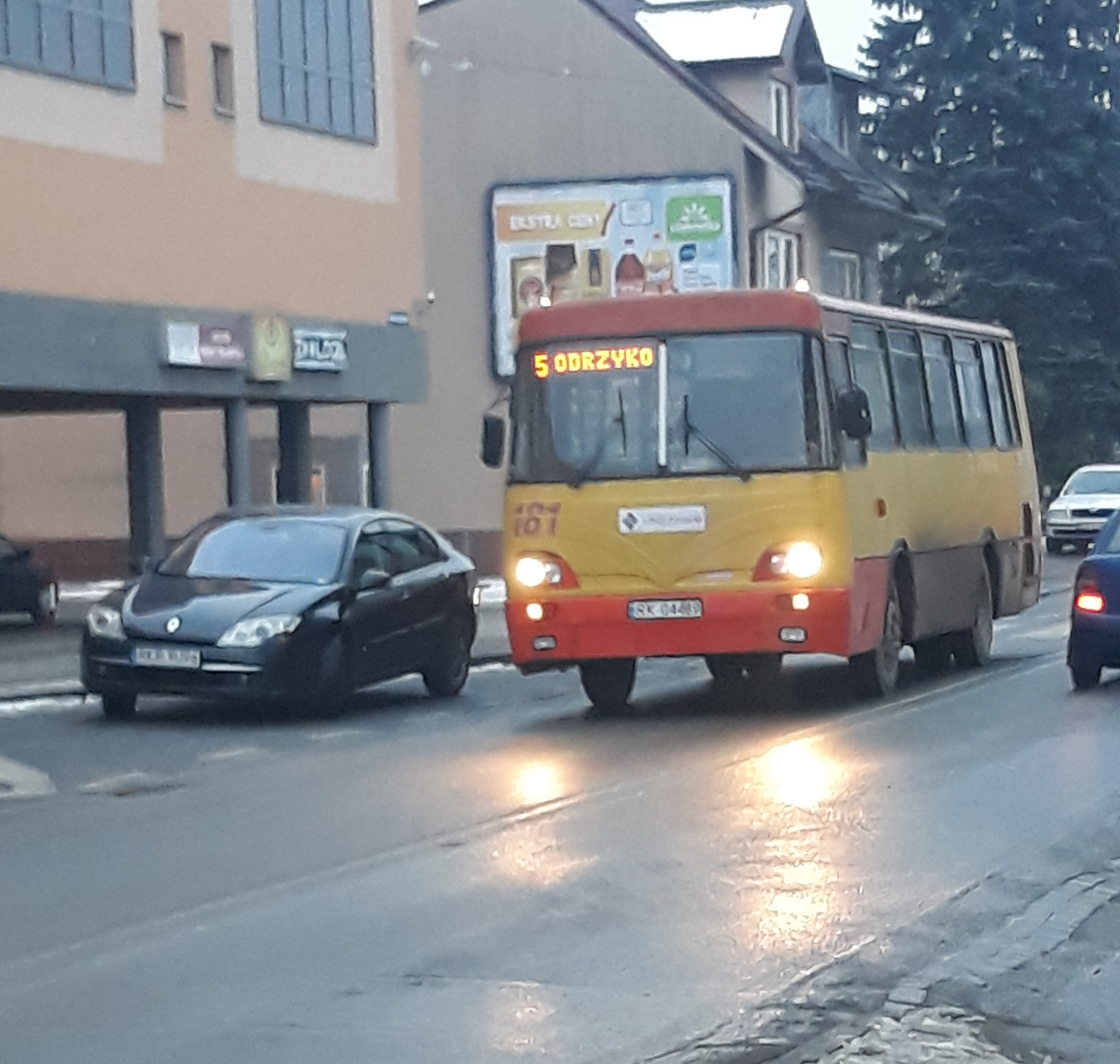
Autosan H9-35 obsługujący linię "5" na ul. Mielczarskiego

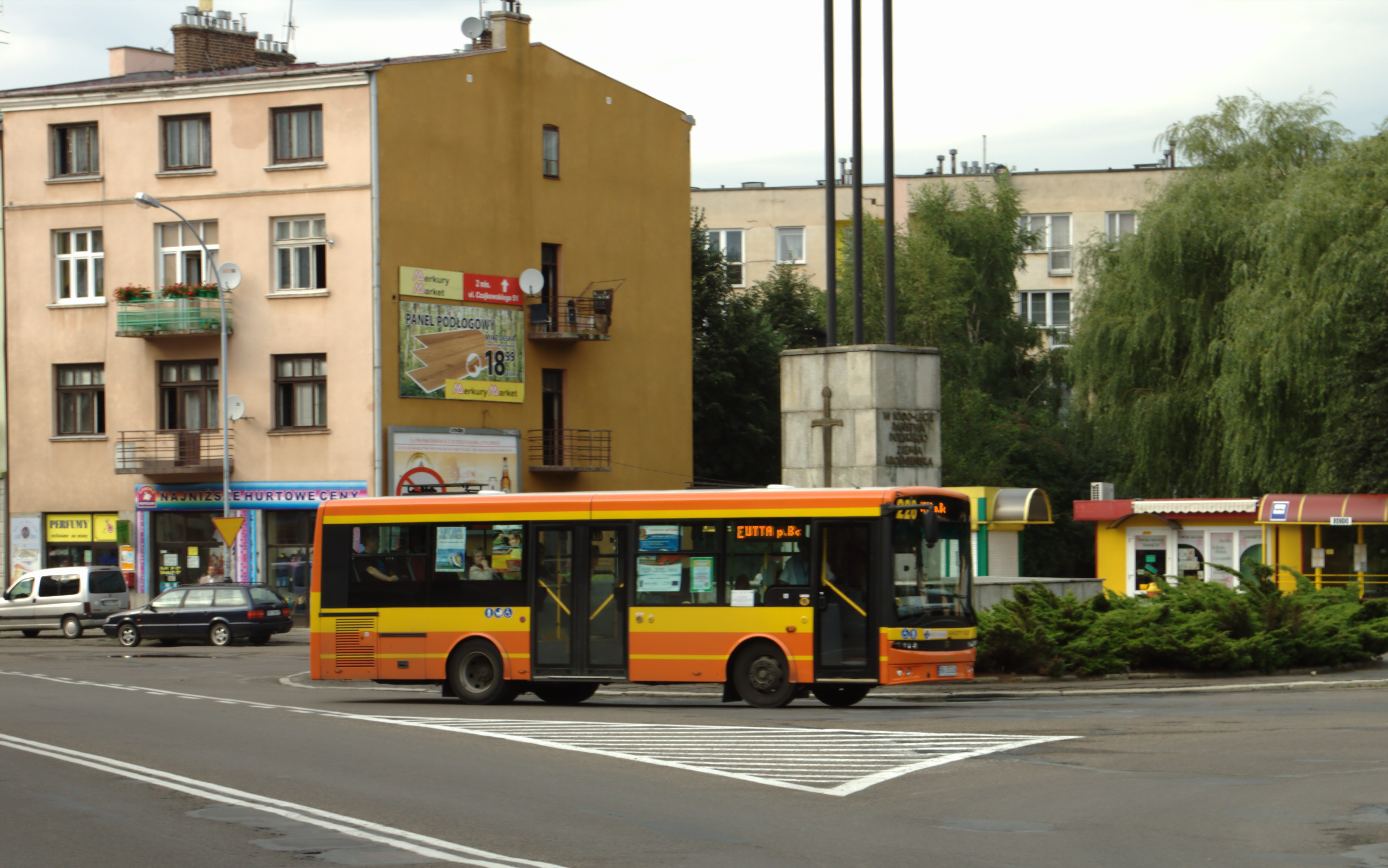
Autosan M09LE Sancity obsługujący linię "E" na Placu Monte Cassino

| Typ autobusu                                | Eksploatacja od                             | Eksploatacja do                             | przewóz osób na wózkach | Liczba w eksploatacji |
| ------------------------------------------- | ------------------------------------------- | ------------------------------------------- | ----------------------- | --------------------- |
| Mavag TR5                                   | 1953                                        | ?                                           |                         |                       |
| Star N52                                    | 1956                                        | ?                                           |                         |                       |
| San H01B                                    | 1960                                        | lata 70. XX wieku                           |                         |                       |
| San H25B                                    | 1961                                        | 1975                                        |                         |                       |
| San H27B                                    | 1964                                        | 1976 lub 1977                               |                         |                       |
| San H100B                                   | 1967                                        | 1979                                        |                         |                       |
| Sanos A9                                    | 1967                                        | lata 80. XX wieku                           |                         |                       |
| Autosan H9-35                               | 1975                                        | 2024                                        |                         |                       |
| Autosan A1010M                              | 1996                                        | 2019                                        |                         |                       |
| Autosan H10-11                              | 2004                                        | 2013                                        |                         |                       |
| Autosan A1010T                              | 2005                                        |                                             |                         | 3                     |
| Autosan H7                                  | 2003                                        | 2024                                        |                         |                       |
| Autosan H7 Solina                           | 2006                                        |                                             | przewóz osób na wózkach | 1                     |
| Autosan Sancity 9LE                         | 2011                                        |                                             | przewóz osób na wózkach | 13                    |
| MAN NM222                                   | 2008                                        | 2014                                        | przewóz osób na wózkach |                       |
| MAN NM223                                   | 2009                                        | 2018                                        | przewóz osób na wózkach |                       |
| Renault Master Omninova                     | 2012                                        |                                             | przewóz osób na wózkach | 3                     |
| Mercedes Sprinter City Line                 | 2013                                        |                                             | przewóz osób na wózkach | 2                     |
| Volvo 7900 Hybrid                           | 2018                                        |                                             | przewóz osób na wózkach | 11                    |
| Iveco Urby 72C                              | 2018                                        |                                             | przewóz osób na wózkach | 2                     |
| Autosan Sancity 10LF                        | 2019                                        |                                             | przewóz osób na wózkach | 8                     |
| Solaris Urbino 9LE electric                 | 2024                                        |                                             | przewóz osób na wózkach | 3                     |
| Wszystkie pojazdy                           | Wszystkie pojazdy                           | Wszystkie pojazdy                           | 46                      |                       |
| Liczba autobusów niskopodłogowych we flocie | Liczba autobusów niskopodłogowych we flocie | Liczba autobusów niskopodłogowych we flocie | 43                      |                       |
| Udział autobusów niskopodłogowych we flocie | Udział autobusów niskopodłogowych we flocie | Udział autobusów niskopodłogowych we flocie | 94%                     |                       |